# Derek Holland
Derek Lane Holland (ur. 9 października 1986) – amerykański baseballista występujący na pozycji miotacza.

## Przebieg kariery
W czerwcu 2006 został wybrany w 25. rundzie draftu przez Texas Rangers i początkowo występował w klubach farmerskich tego zespołu, między innymi w Oklahoma City RedHawks, reprezentującym poziom Triple-A. W Major League Baseball zadebiutował 22 kwietnia 2009 w meczu przeciwko Oakland Athletics jako reliever, rozgrywając 2⅓ zmiany, oddając trzy uderzenia. 9 sierpnia 2009 w spotkaniu z Los Angeles Angels of Anaheim zaliczył pierwszy complete game shutout w MLB.
W 2010 i 2011 wystąpił w czterech meczach przegranych dla Texas Rangers World Series. 14 grudnia 2016 podpisał roczny kontrakt z Chicago White Sox. W lutym 2018 podpisał niegwarantowany kontrakt z San Francisco Giants. W związku z kontuzją Jeffa Samardziji, 27 marca 2018 Holland został powołany do 40-osobowego składu Giants.